# Црква Светог Николе у Тријебњу
Црква Светог Николе је српска православна црква која се налази у Тријебању у општини Столац, а припада Епархији захумско-херцеговачко и приморској. Подигнута је 1534. године, а проглашена је за Национални споменик Босне и Херцеговине.

## Опис
Црква Светог Николе наставља оне концепције у касној средњовековној архитектури у којима је у сведеном облику обновљена рашка традиција. У основи била је једнобродна са издуженом правоугаоном основицом, полукружном апсидом и певницама са северне и јужне стране.
Фреске Цркве Светог Николе у цркви настале су по наруџби војводе Радоја Храбрена и биле су једне од најстаријих у Херцеговини. Настале су између тридесетих и седамдесетих година 16. века. Рад тријебањског сликара и његових сарадника утицао је у задњим деценијама 16. и првим деценијама 17. века на сликарство репрезентативног карактера, стилски и иконографски и јасно ослоњеног на најбољу византијску сликарску традицију 14. века – на рад великих српских сликара Лонгина и Георгија Митрофановића.
Данас се могу још на рушевинама цркве виђети мали осликани фрагменти на северном и јужном зиду певнице, као и на западном зиду. Испред цркве постоји звоник са отвореним тремом у приземљу, саграђен 1857. године приликом обнове цркве. У цркви је било неколико икона из 19. века. Рукописна литургија данас је у манастиру Савини и има запис који саопштава да је из 1618. године.

## Историјат
Храм је подигнут 1534. године као задужбина војводе Радоја Храбрена, једног од чланова породице Храбрени-Милорадовићи, који су у тим крајевима познати од 15. века. Подаци о години градње и ктитору познати су из два извора. У натпису који је исклесан на правоугаоној каменој плочи уграђеној у део цркве, говори се о подизању цркве 1534. и да је сазида и обнови војвода Радоје.
Други извор је фреска на јужном зиду, портрет ктитора са моделом задужбине и самим делом ктиторског натписа у чијем се петом реду читају и титула и пуно име оснивача.
Црква је 1815. године престала да постоји. Обновио ју је средином 19. века мостарски трговац Самит Гавриловић.
Црква је уништена након 1993. године, током Рата у Босни и Херцеговини. Објекат је порушен минирањем и велика количина фрагмената налази се на лицу места. Сви пратећи делови целине су порушени.
Од објекта цркве остао је деломично сачуван звоник заједно са тремовима, те део западног зида објекта до висине крова и мањи део северне певнице. Услед великих количина материјала који се налази на средини цркве није могуће разазнати степен оштећења осталих делова цркве.
Архитектонски је обнављана од 2007. до 2009. године. Приликом грађевинске обнове рађени су и конзерваторски радови на спасавању фрагмената фресака са остатака зидова, као и са урушених камених блокова.